# Уряд Швеції
Уряд Швеції (швед. Sveriges regering) — вищий орган виконавчої влади Швеції. Підзвітний шведському парламенту (Риксдагу) і повинен мати підтримку парламентської більшості з важливих питань.

## Діяльність
Урядом Королівства Швеції є національний кабінет Швеції де-юре та де-факто, яко вищий орган виконавчої влади швед. Regeringen (коротка форма назви), про що йдеться у фундаментальних законах Королівства Швеція. Але використовується у міжнародних домовленостях довга форма назви швед. Konungariket Sveriges regering. Уряд несе відповідальність за свої дії у Риксдазі.
Уряд працює як колегіальний орган з колективною відповідальністю і складається з:
- Прем'єр-міністра — призначеного на посаду (котрий звільняється з посади голови Риксдагу після голосування Риксдагом, перш ніж призначення може бути зроблене).
- Інших членів Кабінету міністрів (швед. statsråd), котрі призначаються і звільняються відповідно розсуду і повноважень даного прем'єр-міністра.

Кабінет міністрів призначається прем'єр-міністром і оголошується парламенту. Прем'єр-міністр спочатку призначається спікером парламенту, а потім затверджується парламентом (Риксдаг). Кожне призначення нового прем'єр-міністра вважається приведенням до нового кабінету. Незалежно, прем'єр-міністр призначений чи ні. Тим не менш, не існує автоматичної відставки кабінету після поразки на загальних виборах, тому вибори не завжди приводять новий кабінет.
Конституція уряду Швеції (швед. regeringsformen) — одна з основних установ королівства, що встановлює відповідальність і обов'язки уряду, прем'єр-міністра та інших міністрів кабінету. Унікальна особливість шведського конституційного ладу полягає в тому, що окремі міністри кабінету не несуть жодної відповідальності окремого міністерства у виконанні справ цими установами в рамках їх портфеля (вони формально підкоряються безпосередньо урядові), а також заборонено діяти в односторонньому порядку. Таким чином, (швед. ministerstyre — «правило міністрів») питання обробляються окремими установами, якщо інше прямо не передбачено законом.

## Голова уряду
- Прем'єр-міністр — Ульф Крістерссон (англ. Ulf Kristersson ).
- Віце-прем'єр-міністр — Пер Болунд (англ. Isabella Lovin).

## Кабінет міністрів
Склад чинного уряду подано станом на 13 вересня 2020 року.
| Логотип                                                                                  | Міністерство                                       | Міністр                                                                                    | Фото             | Партія           |
| ---------------------------------------------------------------------------------------- | -------------------------------------------------- | ------------------------------------------------------------------------------------------ | ---------------- | ---------------- |
|                                                                                          | Міністерство освіти і науки                        | Анна Екстрем (Anna Ekström) — міністр середньої освіти, навчання для дорослих та тренувань |                  | Соціал-демократи |
| Матильда Ернкранс (Matilda Ernkrans) — міністр вищої освіти та досліджень                | Міністерство освіти і науки                        |                                                                                            | Соціал-демократи |                  |
|                                                                                          | Міністерство зайнятості та інтеграції              | Йлва Йоханссон (Ylva Johansson) — міністр зайнятості                                       |                  | Соціал-демократи |
| Аса Ліндхаген (Ylva Johansson) — міністр гендерної рівності                              | Міністерство зайнятості та інтеграції              |                                                                                            | Партія зелених   |                  |
|                                                                                          | Міністерство закордонних справ                     | Маргот Вальстрьом (Margot Wallstrom)                                                       |                  | Соціал-демократи |
| Петер Ерікссон (Isabella Lövin) — міністр міжнародного співробітництва в галузі розвитку | Міністерство закордонних справ                     |                                                                                            | Партія зелених   |                  |
| Анн Лінде (Ann Linde) — міністр торгівлі та Північного співробітництва                   | Міністерство закордонних справ                     |                                                                                            | Соціал-демократи |                  |
|                                                                                          | Міністерство культури і демократії                 | Аманда Лінд (Amanda Lind)                                                                  |                  | Партія зелених   |
|                                                                                          | Міністерство оборони                               | Петер Хульквіст (Peter Hultqvist)                                                          |                  | Соціал-демократи |
|                                                                                          | Міністерство підприємництва, енергетики та зв'язку | Ібрагім Байлан (Ibrahim Baylan) — міністр підприємництва                                   |                  | Соціал-демократи |
| Дженні Нілссон (Jennie Nilsson) — міністр сільського господарства                        | Міністерство підприємництва, енергетики та зв'язку |                                                                                            | Соціал-демократи |                  |
|                                                                                          | Міністерство інфраструктури                        | Томас Енерот (Tomas Eneroth) — міністр інфраструктури                                      |                  | Соціал-демократи |
| Андерс Ігман (Anders Ygeman) — міністр енергії та цифрового розвитку                     | Міністерство інфраструктури                        |                                                                                            | Соціал-демократи |                  |
|                                                                                          | Міністерство фінансів                              | Магдалена Андерссон (Magdalena Andersson)                                                  |                  | Соціал-демократи |
| Пер Болунд (Per Bolund) — Міністр фінансових ринків, міністр з питань споживачів         | Міністерство фінансів                              |                                                                                            | Партія зелених   |                  |
| Ардалан Шекарабі (Ardalan Shekarabi) — міністр державного управління                     | Міністерство фінансів                              |                                                                                            | Соціал-демократи |                  |
|                                                                                          | Міністерство юстиції та міграції                   | Морган Йоханссон (Morgan Johansson) — міністр юстиції, міністр міграції                    |                  | Соціал-демократи |
| Мікаел Дамберг (Mikael Damberg) — міністр внутрішніх справ                               | Міністерство юстиції та міграції                   |                                                                                            | Соціал-демократи |                  |
|                                                                                          | Міністерство охорони навколишнього середовища      | Ізабелла Льовін (Isabella Lövin)                                                           |                  | Партія зелених   |
|                                                                                          | Міністерство охорони здоров'я і соціальних справ   | Анніка Страндхалл (Annika Strandhäll) — міністр соціальної безпеки                         |                  | Соціал-демократи |
| Лена Халленгрен (Lena Hallengren)                                                        | Міністерство охорони здоров'я і соціальних справ   |                                                                                            | Соціал-демократи |                  |

## Будівля

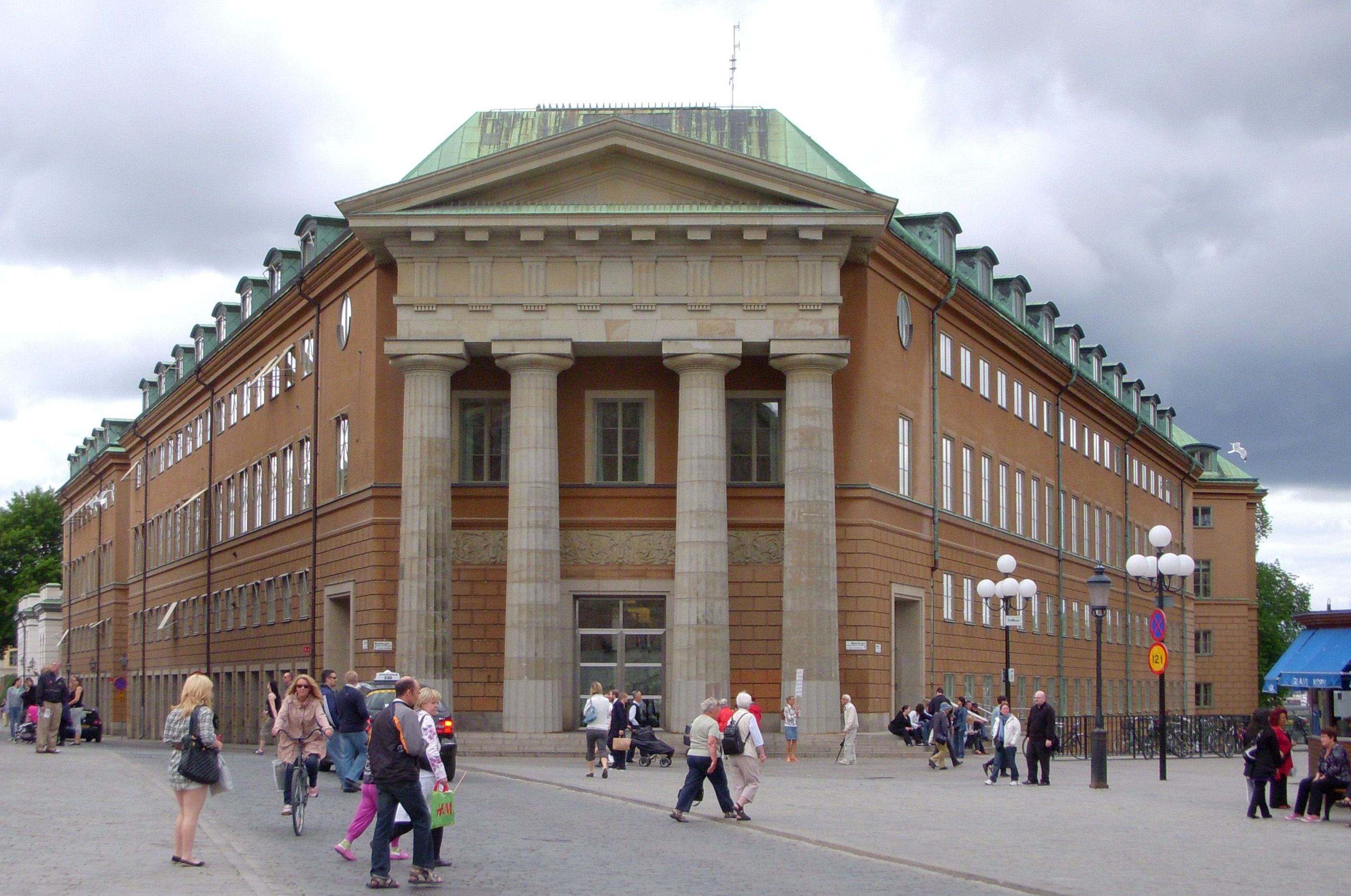
Дім Канцелярії (Kanslihuset) був резиденцією уряду до 1981 року і мав офіси попередників, починаючи з днів пожежі у Королівському палаці 1697 року

Місцем перебування шведського уряду є Росенбад. Тут розташований кабінет прем'єр-міністра, відбуваються зустрічі уряду і прес-конференції. Тут також розташовані офіси прем'єр-міністра, міністра юстиції, міністра внутрішніх справ і частина Міністерства юстиції. У повному обсязі урядові установи складаються з дванадцяти міністерств, що розташовані в одинадцятьох кварталах. 

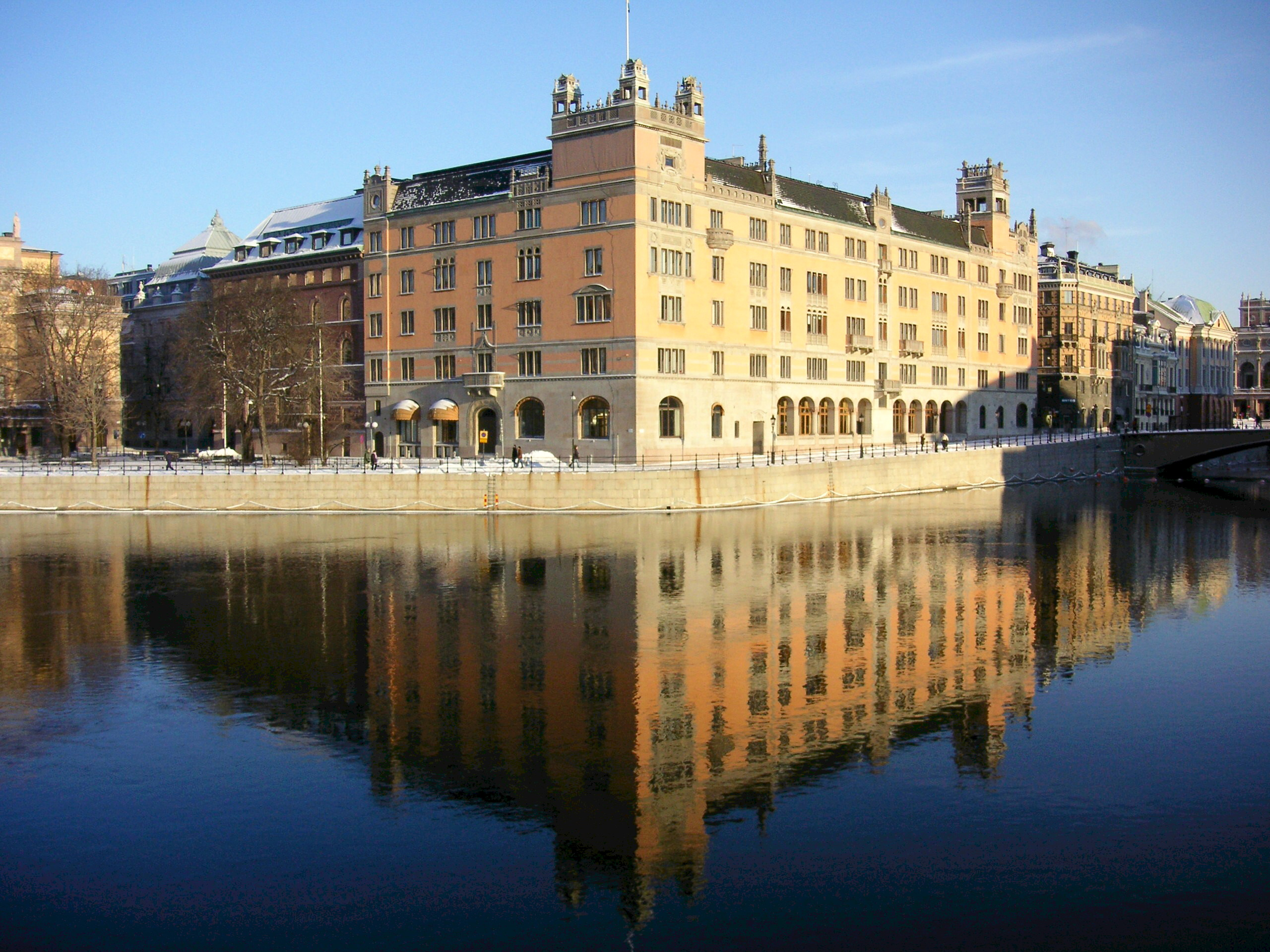
Будівля уряду Швеції, 1981 рік, Стокгольм

## Історія
Від 1975 року Швеція має уряд у його нинішній конституційній формі, внаслідок чого шведськими монархами більше не виконуються формальні повноваження щодо виконавчої влади на всіх рівнях, по відношенню до управління Королівством Швеція. Тобто король Швеції є громадянином Швеції аналогічно прем'єр-міністрові Швеції, керує Швецією прем'єр-міністр Швеції, а не король Швеції. Але монарх продовжує служити церемоніальним главою держави, виконує представницькі функції держави Швеція. Історичні попередники нинішнього уряду — Королівська рада Швеції та «Король в Раді».